# Holy Ghost!
Gli Holy Ghost! sono un duo musicale statunitense originario di Brooklyn e attivo dal 2007.

## Collaborazioni
Sono attivi anche come remixer e in questa veste hanno collaborato con MGMT, Moby, Donna Summer, LCD Soundsystem, Phoenix e altri artisti o gruppi.

## Formazione
- Nick Millhiser
- Alex Frankel

## Discografia
Album studio
- 2011 - Holy Ghost!
- 2013 - Dynamics

EP
- 2010 - Static on the Wire

Album remix
- 2009 - The Remixes Vol. 1